# Roger Pincay
Roger Iván Pincay García (Guayaquil, Ecuador, 25 de mayo de 1990) es un artista visual, investigador, tecnólogo y licenciado en artes visuales ecuatoriano.

## Primeros años
Nació en Guayaquil, el 25 de mayo de 1990. Empezó a realizar obras pictóricas a la edad de catorce años, con técnicas que aprendió por su paso por el Colegio de Bellas Artes Juan José Plaza. Aprendió a emplear la dimensión conceptual de su obra al realizar sus estudios de arte en el Instituto Superior Tecnológico de Artes del Ecuador (ITAE), donde se graduó como Tecnólogo en Artes Visuales. Terminó la carrera de Licenciado en Artes Visuales en la Escuela de Artes Visuales de la Universidad de las Artes de Ecuador.

## Carrera
En 2012 realizó su primera exposición individual denominada Parole, como tesis para su carrera de artes visuales, especialización pintura del ITAE, en el que consta de una serie de ocho obras de videoartes, como Cushicushum, Ni pio, Hemisferial, Tecnicolor, Campo ciego, Rooster mid, Chopy y Shamalabasú; que apela a la experimentación sensorial del espectador, con proyecciones de videos distribuidos en las paredes del interior de un departamento inhabitado en el centro de la ciudad escogido por Pincay para la exhibición, en el que se debe cruzar por varios cuartos y subir a un segundo piso para apreciar las obras.
Entre sus primeros logros como artista en concursos de artes plásticas, se encuentra un segundo lugar en la categoría pintura del Festival de Artes al Aire Libre (FAAL) en la ciudad de Guayaquil y dos primeros lugares en concursos universitarios de pintura en la ciudad de Quito.
En 2014 ganó el primer lugar de la quinta edición del concurso de pintura el Salón de Junio de Machala, con su obra pictórica Neverland, de un metro ochenta por dos metros de dimensión, muestra un ensamblaje de arquitecturas que son comunes en la población con elementos como burbujas y el personaje de Peter Pan, que ironiza sobre espacios que pueden o no existir. El premio obtenido fue de diez mil dólares, otorgado por el alcalde de la ciudad Carlos Falquez Aguilar y la obra quedó como patrimonio cultural de la ciudad.
En 2015 obtuvo el tercer lugar en la edición 56 del concurso de artes plásticas Salón de Julio, que se realizó en el Museo Municipal de Guayaquil, por su obra Vanitas, con un premio valorado en cuatro mil dólares.
En 2016 fue parte de la exposición Tránsito 86/16 en la galería DPM, con su obra de arte audiovisual Rooster, donde se mostró el arte y las obras de los movimientos artísticos de artistas de distintas generaciones de la ciudad de Guayaquil, que van desde el año 1986 hasta el 2016. En dicha exposición compartió con obras de artistas de la agrupación Gyearte, como Ana Rivera, Irina Patiño, Danitza Ycaza, Jorge Augusto Egas y María Solange del Pozo; el colectivo Arte Factoría, que mantuvo actividades en la década de los ochenta y noventa, con miembros como Jorge Velarde, Paco Cuesta y Flavio Álava; artistas ganadores de los últimos certámenes de pintura como Jorge Morocho, Raymundo Valdez, David Orbea y Dennys Navas; miembros del colectivo Las Brujas; y artistas en otras áreas como Daniel Adum, Ricardo Bohórquez y el escultor Xavier Blum.
En 2017 ganó con la obra de óleo sobre lienzo titulada El síndrome y Don Diógenes, el segundo lugar en la edición 59 del Salón de Octubre Independencia de Guayaquil de la Casa de la Cultura Núcleo del Guayas.
En 2019 obtuvo una mención honorífica por su obra Anagrama de la réplica, en la edición 60 del Salón de Julio.
Ganó el Premio Semilla Príncipe Claus de Países Bajos en 2022, siendo el segundo ecuatoriano en obtenerlo, después del artista Alfredo Ramirez Raymond quien lo obtuvo en la edición del 2021.